# Dibunus marianae
Dibunus marianae is een hooiwagen uit de familie Epedanidae.